# Dimarella bipunctata
Dimarella bipunctata är en insektsart som först beskrevs av Luisa Eugenia Navas 1915.  Dimarella bipunctata ingår i släktet Dimarella och familjen myrlejonsländor. Inga underarter finns listade i Catalogue of Life.